# God Save Our Solomon Islands
God Save Our Solomon Islands (hrv. "Bože čuvaj naše Solomonske Otoke") je himna Solomonskih Otoka. Usvojena je 1978., nakon proglašenja neovisnosti zemlje.
Tekst su napisali supružnici Panapasa Balekana i Matila Balekana, a glazbu je napisao Panapasa Balekana. Ima oblik molitve Bogu.

## Tekst
| Original (engleski) |
| --- |
| God bless our Solomon Islands from shore to shore Blessed all our people and all our lands With your protecting hands Joy, Peace, Progress and Prosperity That men shall brothers be, make nations see our Solomon Islands, our Solomon Islands Our nation Solomon Islands Stands forever more. |